# Fissidens titalyanus
Fissidens titalyanus là một loài Rêu trong họ Fissidentaceae. Loài này được Müll. Hal. mô tả khoa học đầu tiên năm 1872.